# ۱۸۷۲

## زادروزها
- ۱۶ ژوئیه - روئال آمونسن، کاشف نروژی قطب جنوب

- ۶ ژانویه – الکساندر اسکریابین، آهنگساز و پیانیست روسی (د. ۱۹۱۵)
- ۲۰ ژانویه – جولیا مورگان، معمار آمریکایی (د. ۱۹۵۷)
- ۷ مارس – پیت موندریان، نقاش هلندی (د. ۱۹۴۴)
- ۱۴ آوریل – عبدالله یوسف‌علی، مترجم هندی (د. ۱۹۵۳)
- ۴ ژوئیه – جان کالوین کولیج، سیاست‌مدار و وکیل آمریکایی (د. ۱۹۳۳)
- ۱۳ اوت – ریچارد ویلشتتر، شیمی‌دان آلمانی (د. ۱۹۴۲)

## مرگ‌ها
- ۲ آوریل – ساموئل مورس، هنرمند، مخترع، فیزیک‌دان، و نقاش آمریکایی (ز. ۱۷۹۱)
- ۱۸ ژوئیه – بنیتو خوارس، وکیل مکزیکی (ز. ۱۸۰۶)
- ۲۸ نوامبر – ماری سومروایل، ستاره‌شناس، ریاضی‌دان، زبان‌شناس، و مترجم بریتانیایی (ز. ۱۷۸۰)
- ۲۹ نوامبر – هوراس گریلی، ژورنالیست و سیاست‌مدار آمریکایی (ز. ۱۸۱۱)